# 佩尼亚塞拉达
佩尼亚塞拉达（西班牙語：Peñacerrada）是西班牙巴斯克自治区阿拉瓦省的一个市镇。总面积57km²，总人口240人（2001年），人口密度4人/km²。